# Fair use
Aux États-Unis, le fair use /fɛɚ jus/ (litt. « usage loyal », « usage raisonnable », « usage acceptable » ou « utilisation équitable ») est un ensemble de règles de droit, d'origine législative et jurisprudentielle, qui apportent des limitations et des exceptions aux droits exclusifs de l'auteur sur son œuvre (droit d'auteur). Il essaie de prendre en compte à la fois les intérêts des bénéficiaires des droits d'auteur et l'intérêt public, pour la distribution de travaux créatifs, en autorisant certains usages qui seraient, autrement, considérés comme illégaux.
Des dispositions similaires existent également dans beaucoup d'autres pays : 
- Quelques pays ont calqué leur loi sur le fair use américain ;
- La plupart des pays de common law ont une doctrine similaire, le fair dealing, qui se traduit par utilisation équitable. Au Canada on trouve la mention de l'utilisation équitable aux articles 29 et suivants de la loi sur le droit d'auteur (L.R. 1985, ch. C-42) ;
- Le droit européen fixe seulement les limites au-delà desquelles le droit d'auteur doit être respecté, ce que doivent respecter les États membres dans leurs exemptions au droit d'auteur, mais ils peuvent être plus restrictifs.

L'originalité du fair use par rapport aux doctrines comparables est l'absence de limites précises aux droits ouverts : alors que les autres pays définissent assez précisément ce qui est autorisé, le droit des États-Unis donne seulement des critères (factors) que les tribunaux doivent apprécier et pondérer pour décider si un usage est effectivement loyal. Les États-Unis sont en effet un pays de jurisprudence : le juge y est amené à dire dans une certaine mesure la loi et non juste à l'appliquer, et c'est en raison de ce pouvoir qu'il est élu par la population. En France, le juge ne doit qu'appliquer la loi, et quand il s'y substitue exceptionnellement à cause d'un vide juridique, l'Assemblée nationale, seule détentrice du pouvoir législatif comble ce vide, comme à la suite de l'arrêt Perruche.
En conséquence, le fair use couvre davantage d'usages que n'en autorisent les autres systèmes, mais au prix d'une plus grande incertitude juridique.

## Dans la loi américaine
Les critères actuels du fair use aux États-Unis sont énoncés au titre 17 du code des États-Unis, section 107, dont voici une traduction :

« Section 107 
Limitations des droits exclusifs : usage loyal (fair use)
Nonobstant les dispositions des sections 106 et 106A, l'usage loyal d'une œuvre protégée, y compris des usages tels la reproduction par copie, l'enregistrement audiovisuel ou quelque autre moyen prévu par cette section, à des fins telles que la critique, le commentaire, l'information journalistique, l'enseignement (y compris des copies multiples à destination d'une classe), les études universitaires et la recherche, ne constitue pas une violation des droits d'auteurs. Pour déterminer si l'usage particulier qui serait fait d'une œuvre constitue un usage loyal, les éléments à considérer comprendront :

 (1) L'objectif et la nature de l'usage, notamment s'il est de nature commerciale ou éducative et sans but lucratif ;

 (2) la nature de l'œuvre protégée ;

 (3) la quantité et l'importance de la partie utilisée en rapport à l'ensemble de l'œuvre protégée ;

 (4) les conséquences de cet usage sur le marché potentiel ou sur la valeur de l'œuvre protégée.

Le fait qu'une œuvre ne soit pas publiée ne constitue pas en soi un obstacle à ce que son usage soit loyal s'il apparaît tel au vu de l'ensemble des critères précédents. »

### Objectif et nature
Il s'agit fondamentalement de l'intention et de la motivation de l'usage ; il y a une différence entre quelques images reprises d'un film pour une critique non commerciale et ces mêmes images figurant dans une compilation commercialisée de critiques (encore que la critique commerciale puisse être qualifiée d'information journalistique). S'il est clair que celui qui réalise une copie escompte en tirer un profit, alors il est plus probable que son usage constitue une violation des droits d'auteur, sauf si cet usage correspond aux divers « objectifs du préambule ». Cependant, comme on l'observe dans le cas des parodies étudiées ci-dessous, même un tel usage commercial n'est pas décisif, et il est possible d'utiliser une part importante d'une œuvre tout en se réclamant avec succès du droit à un usage raisonnable. Les utilisations non lucratives ou éducatives sont normalement jugées moins strictement que les usages commerciaux.
Ce premier critère est subdivisé en plusieurs éléments : 
- La nature commerciale ou au contraire éducative et non lucrative de l'utilisation (voir ci-dessus) ;
- les critères du préambule, c'est-à-dire la critique, le commentaire, l'information journalistique, l'enseignement, la recherche universitaire (cette liste n'est pas exhaustive, cependant qu'être inclus dans une des catégories énumérées ne suffit pas à constituer l'usage loyal, il s'agit juste d'un élément d'appréciation) ;
- l'importance des transformations apportées à l'œuvre protégée : quelque chose a-t-il été ajouté à l'œuvre de façon à changer sa nature, sa signification ou son message ? Les buts éducatifs d'un usage ne suffisent pas toujours pour constituer un usage loyal (voir l'arrêt Macmillan Company contre King (en) en 1914 (en anglais)).

### Nature de l'œuvre protégée
Certaines œuvres méritent plus que d'autres d'être protégées :
- Par exemple, une photo de la façade d'un immeuble historique, sans travail créatif particulier du photographe sera sans doute considérée comme une restitution mécanique d'une chose du domaine public. Ce type de travaux, de même qu'un récit factuel n'a droit qu'à peu de protection ;
- au contraire, s'il y a de la part de l'auteur un important travail de création, s'il s'agit d'une œuvre d'art, d'une fiction, de poésie, même s'inspirant d'une chose du domaine public, d'un événement historique, elle a droit à une forte protection. Dans ce cas, son utilisation sera moins volontiers considérée comme usage loyal que s'agissant d'œuvres de moindre originalité, moins protégées, et dont les reproductions seront plus acceptables.

### Quantité et importance
Ce critère est relatif à l'importance de l'emprunt à l'œuvre protégée dans la nouvelle œuvre :
- S'il ne s'agit que d'une petite partie de l'œuvre (telle que quelques phrases citées dans la critique d'un livre) alors cet emprunt constitue probablement un usage loyal ;
- au contraire, un emprunt important, par exemple un chapitre entier, reproduit tel quel, sera généralement une violation des droits d'auteurs. L'arrêt Sony Corporation contre Universal City Studios (en) en 1984 (en anglais) fournit cependant un exemple d'emprunt important qui a été jugé loyal : le droit d'enregistrer un programme de télévision afin de le regarder à un (seul) moment de son choix, plutôt qu'au moment de sa diffusion.

Un des rares cas où ce critère n'est pas pertinent est la copie d'un extrait d'un enregistrement sonore protégé. En l'absence d'autorisation d'utiliser cette copie, elle constitue une violation des droits d'auteurs, si court que puisse être l'extrait. En ce qui concerne la reproduction numérique d'image (telle que par scanner), on peut plaider qu'une copie de faible résolution (e.g. une vignette) ou un extrait de l'image, est une version inférieure (l'exemple n'est pas analogue à un court extrait sonore) et donc moins susceptible de donner lieu à d'autres copies, en dehors d'un contexte de simple information. Voir l'affaire Kelly contre Arriba Soft Corporation (en) (en anglais) et ci-dessous.

### Effet sur la valeur de l'œuvre
Ce dernier critère considère l'effet que la copie de travaux protégés a sur les bénéfices que l'auteur de ces travaux peut espérer tirer de son œuvre :
- Ainsi, si la couverture d'un album de musique est reproduite sous forme de petite vignette dans un catalogue, l'auteur ne subit vraisemblablement aucun préjudice (au contraire, la présence de son album dans le catalogue peut encourager les ventes) ;
- à l'opposé, si quelqu'un récupère des photos d'œuvres d'art sur Internet ou depuis d'autres sources, les imprime et vend les copies à proximité du musée où les œuvres sont exposées, il nuit certainement aux ventes du magasin de souvenirs du musée (les effets sur la vente de produits dérivés, comme dans ce cas les souvenirs, sont aussi à prendre en compte).

La jurisprudence précise qu'il faut considérer non seulement le tort que peut avoir effectivement causé l'auteur de la copie, mais aussi les conséquences possibles de la même conduite suivie par de nombreuses autres personnes.

## Conséquences
La conséquence pratique de cette loi et de la jurisprudence qui en relève est qu'il est le plus souvent autorisé de citer une œuvre protégée dans le but de la critiquer ou de la commenter, pour enseigner et éventuellement pour d'autres usages. Certains usages bien établis ne posent guère de problèmes :
- Un professeur qui distribue quelques copies d'un poème pour illustrer une technique d'écriture n'aura aucune difficulté avec les quatre critères (excepté peut-être celui de quantité) ;
- mais d'autres situations sont moins claires, les quatre critères doivent être évalués et pondérés dans chaque affaire ;
  - un critique littéraire qui cite un paragraphe comme exemple du style de l'auteur pourra sans doute se prévaloir de l'usage loyal même si la critique est vendue,
  - mais un site Internet éducatif et à but non lucratif qui reproduirait des articles de revues techniques violerait sans doute le droit d'auteur si la revue pouvait apporter la preuve que ce site affecte ses ventes, même si le site lui-même est non commercial. Toutefois, cette appréciation vient d'être démentie dans le jugement de première instance rendu aux États-Unis dans l'affaire opposant la Guilde des auteurs à Google (voir ci-dessous : Procédures autour du copyright).

### Procédures
L'initiative des poursuites en matière de droits d'auteur revient au seul détenteur de ces droits. Il peut demander au tribunal d'enjoindre au défendeur de ne pas utiliser ses travaux, ou s'ils ont déjà été utilisés et le résultat publié, de lui accorder des dommages-intérêts. L'usage loyal est un moyen (non le seul, il peut par exemple contester les droits du plaignant) que le défendeur doit lui-même décider de plaider, et il lui revient de convaincre le tribunal que sa copie constituait un usage loyal et n'était en conséquence pas une violation.
Pour cette raison, les éditeurs allèguent fréquemment de violations de droit d'auteurs dans des cas qui relèvent vraisemblablement de l'usage loyal, dans l'espoir que l'usager y renoncera plutôt que d'engager les frais nécessaires à sa défense. Pour la même raison, un éditeur qui souhaite utiliser des documents couverts par des droits d'auteur préférera souvent, alors même qu'il peut s'agir de fair use, solliciter une autorisation et payer des droits bien moins coûteux que ne le serait l'interdiction de publier l'œuvre dans laquelle il investit.
Dans certains cas où l'application du fair use est manifeste, intenter un procès pourrait constituer un abus de procédure, susceptible de poursuites au civil sous diverses qualifications selon les juridictions (vexatious litigation, barratry, abuse of process), et parfois, comme au Texas, de poursuites au pénal. Au niveau fédéral, au terme de la onzième des règles fédérales de procédure civile (Federal Rules of Civil Procedure), le tribunal peut, de son initiative ou à la demande du défendeur imposer des sanctions au plaignant et à ses conseils qui s'en rendraient coupable. Cependant, au vu du caractère parfois flou et sujet à interprétations de la section 107 et de la jurisprudence afférente, les avocats peuvent plaider avec des chances de succès qu'ils recherchent une extension, une clarification, ou une nouvelle interprétation des règles. L'acceptation de la procédure par la cour ne préjuge alors en rien de son arrêt sur le fond, qui peut décider pour le fair use. Par ailleurs, un défendeur qui plaiderait l'abus de procédure de façon manifestement déplacée risque lui-même de se le voir reprocher.

### Fair useet parodie
Plusieurs jugements établissent que la parodie et la satire sont très largement couvertes par l'usage loyal. Ainsi, en 1989, le groupe de rap 2 Live Crew a été attaqué par Acuff-Rose Music Inc., l'éditeur de Roy Orbison, pour une reprise parodique de la chanson « Oh, Pretty Woman ».
La Cour suprême des États-Unis a donné raison à 2 Live Crew, l'arrêt Campbell contre Acuff-Rose Music (en) en 1994 (en anglais), cassant la condamnation de la cour d'appel.
Tous les critères doivent être pris en compte, le caractère commercial n'est pas un obstacle absolu à l'usage loyal : plus l'œuvre initiale est transformée, moins les autres critères ont d'importance ; il est normal qu'une parodie fasse un emprunt important à l'original.
Un exemple plus récent de cette défense est le procès contre l'ouvrage The Wind Done Gone, une satire de Gone With the Wind (Autant en emporte le vent), qui en reprend les personnages et les situations mais en narrant l'histoire du point de vue des esclaves et non de celui de leurs maîtres : le 10 octobre 2001, dans l'affaire Suntrust contre Houghton Mifflin (en) (en anglais), la cour d'appel du onzième circuit a rejeté la demande du détenteur des droits de Autant en emporte le vent d'interdiction du livre The Wind Done Gone. Cette décision, qui prolonge celle concernant Pretty Woman fait maintenant jurisprudence pour les tribunaux du onzième circuit, qui couvre l'Alabama, la Floride et la Géorgie : une parodie reprenant un roman entier, si elle apporte une réelle nouveauté, est couverte par le fair use.
Une affaire récente a opposé aux États-Unis un photographe français et l’artiste américain Richard Prince. Ce procès a vu le plaignant — le photographe — débouté en appel pour 25 des œuvres. La cour a invoqué pour justifier cette décision la notion de fair use.

### Images sur Internet
Plus récente, l'affaire Kelly contre Arriba Soft Corporation (en) concerne l'usage loyal, dans l'utilisation d'images protégées sur internet. Les images étaient présentées sous forme de vignettes basse résolution, et à travers un lien direct (inline linking) vers les images haute résolution sur le site de leur auteur, et non pas vers la page les contenant. Ainsi, l'image apparaît à l'intérieur de la page web du « copieur » (ici Arriba Soft), même s'il n'y a pas à proprement parler de copie. En première instance, le tribunal a jugé qu'Arriba Soft était couvert par l'usage loyal à la fois pour les vignettes et les liens. Venant en appel en 2002 devant la cour du neuvième circuit, le jugement de première instance a été dans un premier temps confirmé en ce qui concerne les vignettes, et infirmé pour les liens pour lesquels la cour a rejeté l'usage loyal.
En juillet 2003, la cour d'appel a accepté de reconsidérer son jugement : le fair use est confirmé à nouveau pour les vignettes ; pour les liens, la cour décide que le tribunal de première instance (district court) n'aurait pas dû utiliser une procédure de summary judgement (décision rapide sur une question de droit, sans procès en l'absence de questions de fait). L'affaire a donc été renvoyée devant le tribunal de première instance.
Quant aux vignettes, la cour a explicitement restreint la portée de la décision : les photos de Kelly, des paysages de l'Ouest américain perdent toute valeur en basse résolution ; la cour pourrait juger différemment dans une autre affaire.
L'affaire est jugée importante par plusieurs groupes de défenses des libertés sur internet, qui sont intervenus pour soutenir qu'il s'agit bien de l'usage loyal dans les deux cas, notamment l'Electronic Frontier Foundation qui a déposé des conclusions dans ce sens auprès de la cour.
Sur l'un de ses sites personnels le plaignant affirme, faute d'arrangement amiable entre les deux parties, avoir obtenu gain de cause par contumace sur les points restants le 18 mars 2004.

« Dans le jugement de l'affaire LESLIE A. KELLY […] contre ARRIBA SOFT CORPORATION, le plaignant se voit accorder la somme de 345.000 USD ainsi que les frais d'avocat […] signé G. L. Taylor Juge de Cour de District des États-Unis., »

### Portée du copyright
Le fait de se servir d'un texte existant sous copyright comme matériel de base apportant des éléments factuels n'est pas interdit. Il faut simplement remettre les informations en forme, et surtout compléter.
- Dès lors que l'article d'origine ne représente plus une part significative de l'œuvre, et que l'œuvre ne représente plus une part significative de l'article, il n'y a plus de lien évident de copyright (on tombe rapidement dans la zone des « citations », licites).
- Par ailleurs, les informations de type « scientifique » sont dans le domaine public, ou couvertes par des brevets, ou par des secrets professionnels, mais pas par le « copyright ».

Les faits peuvent donc être librement copiés, dès lors que l'assemblage de faits (qui, en tant qu'assemblage, peut constituer une œuvre) n'est pas servilement transposé.

### Procédures autour du copyright

#### Guilde des auteursvsGoogle
La Guilde des auteurs a engagé il y a huit ans contre Google un procès portant sur le programme de numérisation de livres dans les bibliothèques publiques américaines. Selon la décision rendue par le juge Denny Chin le 14 novembre 2013, la base de données numérisées ainsi constituée respecte le fair use et permet aux « lecteurs, aux universitaires, aux chercheurs et à tout un chacun de découvrir des livres. Google Livres est devenu un outil important pour les bibliothèques. » Selon le juge, le détournement des ventes qui serait facilité par Google n'est pas attesté : « Google Books fournit aux ouvrages un moyen d'être remarqués, autant que leur présentation en magasin. »
Le président de la Guilde, Paul Aiken, a fait part de son désaccord avec cette décision « déclarant que cette mise en cause fondamentale du droit de copyright méritait l'examen d'une juridiction supérieure. »

### Fair-useen matière de marques commerciales
La notion de fair-use en matière de marques commerciales (trademark fair-use) est, aux États-Unis, distincte et plus limitative que celle concernant le droit d'auteur (copyright fair-use). Deux catégories d'utilisation sont considérées comme admissibles à ce titre :
- un usage nominatif, pour désigner les produits mêmes faisant l'objet de la marque, par exemple un ordinateur Apple ;
- un usage descriptif pour un objet généralement associé à la marque, par exemple un frigidaire[12],[13].

En Europe, cette notion correspond à celle d'« usage loyal et honnête » de la marque, tel qu'il a été défini par la Directive européenne 2015/2436 sur les marques (notamment les articles 12 et 14).

## Équivalence en France
En France, l'article L.122-5 du Code de propriété intellectuelle présente une similitude avec la notion de fair use :

« Lorsque l'œuvre a été divulguée, l'auteur ne peut interdire :

1o Les représentations privées et gratuites effectuées exclusivement dans un cercle de famille ;

2o Les copies ou reproductions strictement réservées à l'usage privé du copiste et non destinées à une utilisation collective, à l'exception des copies des œuvres d'art destinées à être utilisées pour des fins identiques à celles pour lesquelles l'œuvre originale a été créée ;

3o Sous réserve que soient indiqués clairement le nom de l'auteur et la source :

a) Les analyses et courtes citations justifiées par le caractère critique, polémique, pédagogique, scientifique ou d'information de l'œuvre à laquelle elles sont incorporées ;

b) Les revues de presse ;

c) La diffusion, même intégrale, par la voie de presse ou de télédiffusion, à titre d'information d'actualité, des discours destinés au public prononcés dans les assemblées politiques, administratives, judiciaires ou académiques, ainsi que dans les réunions publiques d'ordre politique et les cérémonies officielles ;

d) Les reproductions, intégrales ou partielles d'œuvres d'art graphiques ou plastiques destinées à figurer dans le catalogue d'une vente judiciaire effectuée en France pour les exemplaires mis à la disposition du public avant la vente dans le seul but de décrire les œuvres d'art mises en vente ;

e) La représentation ou la reproduction d'extraits d'œuvres, sous réserve des œuvres conçues à des fins pédagogiques, des partitions de musique et des œuvres réalisées pour une édition numérique de l'écrit, à des fins exclusives d'illustration dans le cadre de l'enseignement et de la recherche, à l'exclusion de toute activité ludique ou récréative, dès lors que le public auquel cette représentation ou cette reproduction est destinée est composé majoritairement d'élèves, d'étudiants, d'enseignants ou de chercheurs directement concernés, que l'utilisation de cette représentation ou cette reproduction ne donne lieu à aucune exploitation commerciale et qu'elle est compensée par une rémunération négociée sur une base forfaitaire sans préjudice de la cession du droit de reproduction par reprographie mentionnée à l'article L. 122.10.

4o La parodie, le pastiche et la caricature, compte tenu des lois du genre ;

[…]

8o La reproduction d'une œuvre et sa représentation effectuées à des fins de conservation ou destinées à préserver les conditions de sa consultation à des fins de recherche ou d'études privées par des particuliers, dans les locaux de l'établissement et sur des terminaux dédiés par des bibliothèques accessibles au public, par des musées ou par des services d'archives, sous réserve que ceux-ci ne recherchent aucun avantage économique ou commercial ;

9o La reproduction ou la représentation, intégrale ou partielle, d'une œuvre d'art graphique, plastique ou architecturale, par voie de presse écrite, audiovisuelle ou en ligne, dans un but exclusif d'information immédiate et en relation directe avec cette dernière, sous réserve d'indiquer clairement le nom de l'auteur.

Le premier alinéa du présent 9o ne s'applique pas aux œuvres, notamment photographiques ou d'illustration, qui visent elles-mêmes à rendre compte de l'information.

Les reproductions ou représentations qui, notamment par leur nombre ou leur format, ne seraient pas en stricte proportion avec le but exclusif d'information immédiate poursuivi ou qui ne seraient pas en relation directe avec cette dernière donnent lieu à rémunération des auteurs sur la base des accords ou tarifs en vigueur dans les secteurs professionnels concernés.

Les exceptions énumérées par le présent article ne peuvent porter atteinte à l'exploitation normale de l'œuvre ni causer un préjudice injustifié aux intérêts légitimes de l'auteur.

Les modalités d'application du présent article, notamment les caractéristiques et les conditions de distribution des documents mentionnés au d du 3o, l'autorité administrative mentionnée au 7o, ainsi que les conditions de désignation des organismes dépositaires et d'accès aux fichiers numériques mentionnés au troisième alinéa du 7o, sont précisées par décret en Conseil d'État. »